# Bannatettix tianlinensis
Bannatettix tianlinensis är en insektsart som beskrevs av Zheng, Z., G. Jiang och Jianwen Liu 2005. Bannatettix tianlinensis ingår i släktet Bannatettix och familjen torngräshoppor. Inga underarter finns listade i Catalogue of Life.